# Magdalena Parys
Magdalena Parys, nota anche con lo pseudonimo di Magda Parys Liskowski (Danzica, 29 giugno 1971), è una scrittrice, giornalista e traduttrice polacca con cittadinanza tedesca.

## Biografia
Da bambina è emigrata con la famiglia a Berlino Ovest.
Si è laureata in letteratura polacca e pedagogia all'Università Humboldt di Berlino.
Fondatrice e caporedattrice della rivista letteraria Squaws, collabora con varie riviste polacche: Gazeta Wyborcza, Pogranicza, Kurier Szczeciński, Twoja Gazeta, Polen.
Scrive sia in prosa sia in poesia. Il suo romanzo d'esordio, Tunel (Il tunnel, 2011), ha vinto il premio Goldene Eule in Austria (2013) e il Prix Littéraire de la Ville de Quimper in Francia (2018), oltre a importanti riconoscimenti letterari in Polonia. Il successivo Magik (Il mago, 2014) le ha valso il Premio letterario dell'Unione europea nel 2015.

## Opere tradotte in italiano
- Magik, 2014

- tradotto in italiano con il titolo Il mago, traduzione dalla lingua polacca di Alessandro Amenta, Mimesis Edizioni, 2018, ISBN 9788857550749